# Exoot
Een exoot is de status van een organisme dat zich buiten zijn oorspronkelijke verspreidingsgebied heeft gevestigd in een gebied of land waar het oorspronkelijk niet vandaan komt. Voorbeelden hiervan zijn het konijn en de reuzenpad in Australië, het varken op Hawaï, de muskusrat, de Amerikaanse vogelkers en de waterpest in België en Nederland, het edelhert in Nieuw-Zeeland en de nijlbaars in het Victoriameer. De douglasspar is in Europa ook een exoot, maar wordt in Nederland sinds het verschijnen van de Standaardlijst van de Nederlandse flora 2003 als een Nederlandse soort beschouwd. In het Nederlands Soortenregister heeft hij de status "exoot: inburgerend".

## Begripsbepaling

### Biologische en biogeografische definitie
Een exoot is een organisme dat zich met hulp van de mens heeft gevestigd in een gebied waar het in historische tijd niet voorkwam. Daarvan is sprake als de soort zijn volledige levenscyclus kan voltooien en zich op meer dan één plaats gedurende een reeks van jaren kan handhaven zonder directe hulp van de mens.
Het is soms moeilijk te bepalen of een organisme een exoot is. Het is soms onmogelijk als het niet duidelijk is of de soort daadwerkelijk door de mens is geïntroduceerd, omdat er bijvoorbeeld geen bronnen van zijn. Paleobotanische gegevens (zoals aanwezigheid van pollen in oudere lagen) kunnen echter een bron zijn.
Een internationaal gebruikte definitie is:
Een exoot is een soort die door mensen is losgelaten buiten zijn natuurlijke verspreidingsgebied. Het "natuurlijke verspreidingsgebied" is het gebied waarbinnen de soort geëvolueerd is en zich zelfstandig heeft kunnen verspreiden.
In deze definitie suggereert de term losgelaten opzettelijkheid. Dit hoeft echter niet het geval te zijn: een exoot is heel vaak zonder opzet door de mens of onder menselijke invloed geïntroduceerd.

### Synoniemen
In het geval van een plant die als exoot ergens voorkomt spreekt men ook wel over een neofyt.
Dierenhouders en tuinliefhebbers gebruiken het woord exoot wel voor iedere uitheemse dier- of plantensoort.

### Verwante begrippen
Invasieve exoten zijn dieren, planten en micro-organismen die door menselijk handelen in een nieuw gebied terechtkomen (zoals Nederland) en die door vestiging en verspreiding schade kunnen veroorzaken. Daarbij worden exoten ook wel uitheemse soorten genoemd. Een exoot die zich massaal verbreidt in zijn nieuwe omgeving en een sterke negatieve invloed uitoefent op de biodiversiteit heet een invasieve soort.
Men kan exoten als onnatuurlijk beschouwen, en dierlijke exoten als faunavervalsing en plantaardige exoten als floravervalsing bestempelen. "Onnatuurlijk" is daarbij het tegengestelde van "natuurlijk": alles wat zichzelf ordent en handhaaft, al of niet beïnvloed door menselijk handelen, maar niet volgens menselijke doelstellingen.
De term exotisch betekent letterlijk uitheems en wordt soms ook figuurlijk gebruikt, bijvoorbeeld in de kunst en muziek, waarbij ideeën of impressies uit andere landen worden overgenomen in de eigen cultuur.

### Veranderingen in betekenis
Binnen het Nederlandse ministerie van LNV bestaat in toenemende mate de neiging om het woord te gebruiken voor iedere uitheemse dier of plant die Nederland niet op eigen kracht heeft kunnen bereiken, ongeacht de vraag of de soort zich in Nederland heeft voortgeplant. Voor een soort die in Nederland is gevestigd, gebruikt dit ministerie de term "invasieve soort". Omdat het onderzoek in instituten als Alterra door dit ministerie wordt betaald, worden deze definities ook steeds gangbaarder in het Nederlandse onderzoek.

## Voorbeelden
Exotische dieren spreken soms sterk tot de verbeelding. Het onjuiste gerucht dat er een poema op de Veluwe zou dolen kwam in 2005 prominent in het nieuws. In het Duitse natuurreservaat Wakenitz trekken verwilderde nandoes veel aandacht van de pers en van toeristen.
Andere voorbeelden van geïmporteerde exoten zijn de Japanse oester voor de oesterteelt, de muskusrat voor bont en de Amerikaanse vogelkers voor bosverbetering. Daarnaast zijn enkele diersoorten (zoals de wijngaardslak) hier sinds de Romeinse tijd aanwezig, dezelfde soort is in de zeventiende en achttiende eeuw uitgezet in de parken rondom landgoederen. Andere soorten zijn hier onbedoeld terechtgekomen, zoals de bruine rat en vele schelpensoorten waaronder de toegeknepen korfmossel en de Amerikaanse zwaardschede. Deze soorten zijn onder meer met schepen meegelift. De halsbandparkiet en de nijlgans zijn uit gevangenschap ontsnapt en de Kaspische slijkgarnaal kon Nederland bereiken na de aanleg van het Main-Donaukanaal.

## Impact en wenselijkheid
Exoten kunnen het functioneren van een (agro-)ecosysteem en de waarden die mensen daaraan toekennen beïnvloeden. In de periode met de grootste uitwisseling van soorten, de Columbiaanse uitwisseling, worden zowel voor- als nadelen gezien.

### Ecologische aspecten
Een exoot die zich massaal verbreidt in zijn nieuwe omgeving en een bedreiging vormt voor de biodiversiteit heet een invasieve soort. De lijst van invasieve soorten is op zich lang maar vormt slechts een klein deel van het totale aantal exoten. Afhankelijk van de omstandigheden kunnen dergelijke exoten de soortensamenstelling en populatieopbouw in een biotoop aanzienlijk wijzigen.
De onstuimige groei van een populatie exoten kan leiden tot het verdwijnen van veel organismen. Sommige exotische soorten concurreren om voedsel of ruimte, zoals de Japanse oester, andere soorten brengen ziekten op inheemse soorten over. Soorten als de bruine boomslangen (Boiga irregularis) –die vermoedelijk zijn meegelift met schepen– hebben op Guam door predatie de vogelstand gedecimeerd en enkele vogelsoorten uitgeroeid. Naar verwachting zullen hierdoor ook planten uitsterven, die voor hun voortplanting afhankelijk waren van de vogels. In Nederland vreest men de verspreiding van de Amerikaanse vogelkers die ook wel bospest wordt genoemd, maar hoewel de soms overheersende groei van deze pioniersoort plaatselijk de biodiversiteit aantast, zijn er geen bewijzen dat daardoor soorten uitgestorven zijn.

### Sociale en economische aspecten
Volgens een publicatie (2006) van het Centraal Bureau voor de Statistiek zou de totale financiële schade, die exoten veroorzaken, moeten worden geschat op 1,3 miljard euro. Daaronder zijn begrepen de kosten van schade en bestrijding van uitheemse besmettelijke ziekten. De muskusrat vormt door graafactiviteiten een gevaar voor de dijken, en de grote waternavel, een waterplant, kan in korte tijd zo uitgroeien dat de waterafvoer in gevaar komt.
Soms kunnen exoten economisch voordeel opleveren. Zo levert zalm die in de 19e eeuw in Chili is losgelaten een belangrijke bijdrage aan de economie, evenals snoekbaars in Nederland. Op Terschelling worden cranberry's geoogst die ooit per toeval zouden zijn aangespoeld. Vissoorten als guppy of zonnebaars dringen overlast door muggen terug. Momenteel wordt geëxperimenteerd met het gebruik van de Japanse oester bij het vastleggen van zandbanken. De rifvormende eigenschappen maken deze oester mogelijk geschikt voor een rol in de Nederlandse strijd tegen de zee.
Sommigen beschouwen vogels als nijlgans, mandarijneend, monniksparkiet en halsbandparkiet als een waardevolle aanvulling op de dieren in Nederlandse parken.

## Wet- en regelgeving
Om uiteenlopende redenen proberen overheden het transport van potentiële exoten te reguleren. Regelgeving is complex en dikwijls hebben lokale, nationale, Europese en internationale regelgeving betrekking op één geval. In 2016 heeft de Europese Commissie, in navolging van de EU-verordening 1143/2014 betreffende invasieve uitheemse soorten een lijst opgesteld van invasieve exotische planten- en dierensoorten, de Unielijst. In Engeland is sinds 1998 een vergunning nodig voor het houden van een groot aantal vissen zoals de blauwneus en de zonnebaars. De Europese Unie verbood de import van larven van de Amerikaanse stierkikker.

### Nederland
De Flora- en faunawet heeft betrekking op inheemse diersoorten, exoten worden hier niet door beschermd. Dat betekent niet dat exoten vogelvrij zijn! Sommige exoten kunnen op grond van Artikel 3 van de Flora- en faunawet zelfs als "beschermde inheemse diersoorten" worden aangewezen, wanneer zij op grond van internationale verdragen beschermd zijn of wanneer dergelijke soorten voor jagers moeilijk zijn te onderscheiden van beschermde, inheemse soorten. Hoewel deze soort niet inheems in Nederland is, geldt dat onder andere voor de Wijngaardslak.
Volgens Artikel 36 van de Gezondheids- en welzijnswet voor dieren is het verboden om zonder redelijk doel of met overschrijding van hetgeen ter bereiking van zodanig doel toelaatbaar is, bij een dier pijn of letsel te veroorzaken dan wel de gezondheid of het welzijn van een dier te benadelen. Het vangen/doden van de dieren is alleen toegestaan op de volgende gronden:
- in het belang van de volksgezondheid en openbare veiligheid
- in het belang van de veiligheid van het luchtverkeer
- ter voorkoming van belangrijke schade aan gewassen
- ter voorkoming van belangrijke schade aan vee
- ter voorkoming van belangrijke schade aan bossen
- ter voorkoming van belangrijke schade aan bedrijfsmatige visserij en wateren
- ter voorkoming van schade aan flora en fauna.

Over de jacht op exoten beslist zowel de Minister van Landbouw als de Provinciale Staten. Voor jacht op een exoot moet de provinciale overheid de bovenstaande criteria toetsen. Dit is niet eenvoudig. Zo is concurrentie om voedsel met andere dieren of predatie door een exoot niet noodzakelijk voldoende om schade aan de flora of fauna juridisch hard te maken. Bovendien wordt er gekeken of doden of vangen van het dier het juiste middel is. Bij te veel muskuseenden in een stadspark kan bijvoorbeeld worden gekozen om eieren lek te prikken in plaats van dieren te doden.